# Antoni Cierplikowski

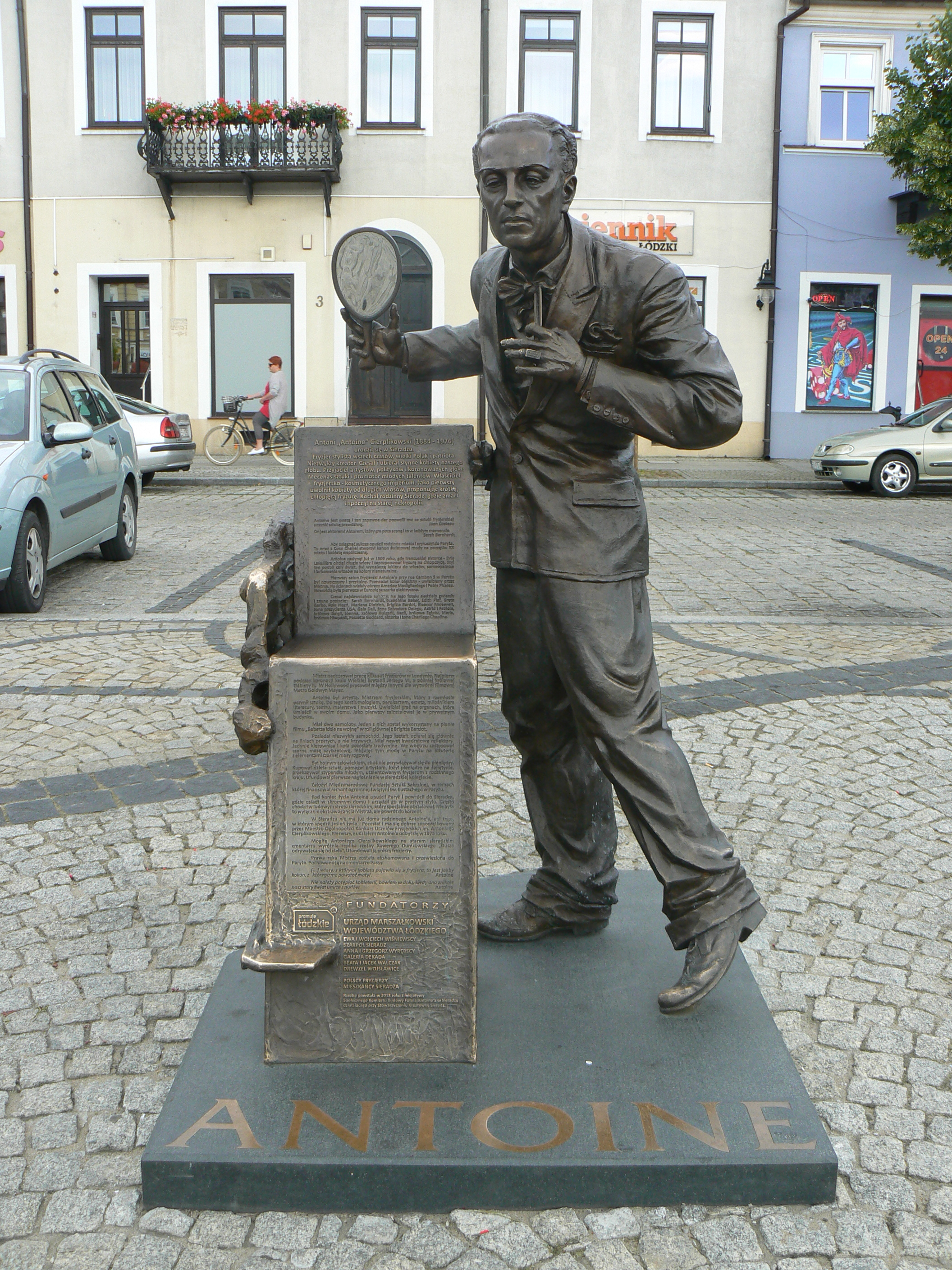
Pomnik Antoniego Cierplikowskiego na rynku w Sieradzu

Antoni Cierplikowski ps. Antoine (ur. 24 grudnia 1884 w Sieradzu, zm. 5 lipca 1976 tamże) – polski fryzjer o międzynarodowej sławie, twórca nowoczesnego fryzjerstwa, stylista, producent kosmetyków. Przeszedł do historii mody jako autor fryzury „na chłopczycę”. Artysta i przyjaciel artystów, polityków i głów koronowanych, mecenas sztuki. Zwany „królem fryzjerów – fryzjerem królów”.

## Młodość
Urodził się 24 grudnia 1884 roku w Sieradzu. Był synem szewca Antoniego i Joanny z Majchrzaków – krawcowej. W wieku 11 lat zetknął się po raz pierwszy z zawodem fryzjera. Zawodu uczył się najpierw w Łodzi, u wuja Pawła Lewandowskiego, który miał zakład fryzjerski. W roku 1901 wyjechał do Paryża, gdzie początkowo pracował w piwnicy przy tkaniu peruk z naturalnych włosów.
W 1903 roku dostał szansę pracy z klientkami. Był to początek jego niezwykłej kariery. Szybko stał się ulubieńcem znanych aktorek, artystek kabaretowych i kurtyzan. W 1905 roku wyjechał do Londynu, żeby nauczyć się języka angielskiego. Tam, w 1909 roku, ożenił się z Marie-Berthe Astier. 27 kwietnia 1909 roku urodził się ich syn, który zmarł miesiąc później. Państwo Cierplikowscy zdecydowali się powrócić do Paryża, gdzie zamieszkali na Montmartrze.

## Paryż, fryzjer gwiazd
W 1912 roku w Paryżu założył własny zakład fryzjerski w centrum Paryża przy rue Cambon 5. Wylansował modę na krótkie włosy, zapisując się w historii jako autor fryzury „na chłopczycę” – à la garçonne (fr. garçon – chłopiec), którą wymyślił dla aktorki Ève Lavallière w 1909 roku. Od tej fryzury i sukienek Coco Chanel zaczęła się nowa moda lat międzywojennych. Czesał najbardziej znane artystki swoich czasów: Matę Hari, Sarah Bernhardt, Isadorę Duncan, Josephine Baker, Édith Piaf, Brigitte Bardot. Przyjaźnił się z Pablem Picasso, Amedeo Modiglianim, Salvadorem Dalím, Xawerym Dunikowskim i Jeanem Cocteau.
Projektował fryzury dla wytwórni filmowych, m.in. dla Metro-Goldwyn-Mayer. Pracował, między innymi, z Bette Davis, Joan Crawford, Frances Dee, Carole Lombard, Gretą Garbo, Polą Negri, Marlene Dietrich. W latach 20. XX w. miał około 60 salonów: w USA, Kanadzie, Francji, Wielkiej Brytanii, Szwecji, Japonii, Australii.
W urządzaniu paryskiego salonu zakładów pomagał mu przyjaciel, wybitny polski rzeźbiarz, Xawery Dunikowski oraz Sara Lipska, polska rzeźbiarka, malarka, projektantka mody i projektantka wnętrz, odnosząca sukcesy w Paryżu. W Warszawie założył salon fryzjerski, będący filią jego francuskiego przedsiębiorstwa, który mieścił się przy ulicy Mazowieckiej 12. Często odwiedzał Polskę. W latach 20. przyleciał do Polski własnym samolotem, nie omijając swojego rodzinnego Sieradza. Krążąc nad miastem, zrzucał z samolotu kwiaty i prezenty dla rodziny i przyjaciół.
W 1927 roku otworzył salon Antoine de Paris w domu towarowym Saks przy Piątej Alei w Nowym Jorku. Wkrótce miał całą sieć ekskluzywnych salonów fryzjerskich pod nazwą Antoine de Paris.
Okres drugiej wojny światowej spędził w Stanach Zjednoczonych, zajmując się rozbudową sieci salonów fryzjerskich. Mieszkał w Nowym Jorku. Wolne chwile spędzał na Fire Island. Do Paryża powrócił w 1947 roku.
Po wojnie nadal odnosił sukcesy zawodowe, utrzymywał kontakty z Polską i od połowy lat 60. XX wieku regularnie przyjeżdżał do kraju. Nawiązał kontakt z warszawskimi fryzjerami.
W 1963 roku jego wspomnienia spisała Jean Durtal w książce Czesałem cały świat (J’ai coiffé le monde entier). Na początku lat 70. XX wieku podjął decyzję o powrocie na stałe do Polski. Zamieszkał w rodzinnym Sieradzu. W lutym 1972 roku zmarła jego żona Marie-Berthe, z którą żył w związku ponad 60 lat.
W czasie swego długiego życia zawodowego pracował w Paryżu, Londynie i Nowym Jorku, wszędzie osiągając niezwykły sukces. Nadzorował, między innymi, pracę fryzjerów w czasie koronacji króla Wielkiej Brytanii Jerzego VI, kiedy to zajmowali się oni czesaniem naraz 400 kobiet.

## Schyłek życia
Świat artystyczny pożegnał 85-letniego Antoine’a galą zorganizowaną w Théâtre des Champs-Élysées w Paryżu. Wielkość Antoniego Cierplikowskiego docenili Francuzi, przyznając mu Legię Honorową; w Polsce otrzymał Krzyż Kawalerski Orderu Odrodzenia Polski. We Francji i w Polsce otrzymał też wiele innych odznaczeń za działalność zawodową i społeczną. W 1970 r. powrócił do Sieradza. Kilka ostatnich lat życia spędził żyjąc skromnie. Był tam podejmowany przez swojego znajomego, księdza infułata Apolinarego Leśniewskiego. Został pochowany na cmentarzu katolickim w Sieradzu, podczas gdy na cmentarzu Passy w Paryżu została pochowana po wielu latach jego prawa ręka. W miejscu tym stała pomniejszona replika rzeźby Dusza odrywająca się od ciała autorstwa Xawerego Dunikowskiego upamiętniająca Cierplikowskiego (w kwartale 3. cmentarza, przy Placu Trocadéro), która w niejasnych okolicznościach znikła z cmentarza w roku 2006.

## Pamięć o Cierplikowskim
Na cześć Cierplikowskiego w Sieradzu jest organizowany Open Hair Festiwal – impreza, polegająca na tworzeniu i prezentowaniu fryzur w otwartej przestrzeni miejskiej. W 2015 na rynku w Sieradzu stanął pomnik Cierplikowskiego.
W albumowym wydaniu poświęconym klasykom mody The Fashion Book, wydanym przez wydawnictwo Phaidon w Londynie w 1998 roku, poświęcono stronę Cierplikowskiemu (jako Antoine) ilustrowaną zdjęciem Josephine Baker w jego fryzurze.
Od 2018 w Puławach organizowany jest Ogólnopolski Konkurs Fryzjerski dedykowany Królowi Fryzjerów.